# Tmarus yaginumai
Tmarus yaginumai är en spindelart som beskrevs av Ono 1977. Tmarus yaginumai ingår i släktet Tmarus och familjen krabbspindlar. Inga underarter finns listade i Catalogue of Life.